# Lista zabytków w Munxar
To jest lista zabytków w miejscowości Munxar na Gozo, Malta, które są umieszczone na liście National Inventory of the Cultural Property of the Maltese Islands.

## Lista
| Nazwa zabytku                        | Lokalizacja                             | Współrzędne                                   | Nr na liście NICPMI | Zdjęcie |
| ------------------------------------ | --------------------------------------- | --------------------------------------------- | ------------------- | ------- |
| Wieża Xlendi                         | Tar-Ras, Xlendi                         | 36°01′39,5″N 14°12′47,3″E/36,027630 14,213133 | 0036                |         |
| Nisza Matki Bożej z Góry Karmel      | Triq ix-Xlendi                          | 36°02′01,8″N 14°13′46,9″E/36,033846 14,229708 | 01025               |         |
| Statua Matki Bożej z Góry Karmel     | Triq ir-Rabat, Xlendi                   | 36°01′54,0″N 14°13′10,9″E/36,031669 14,219704 | 01026               |         |
| Kościół Matki Bożej z Góry Karmel    | Triq ir-Rabat, Xlendi                   | 36°01′54,5″N 14°13′11,5″E/36,031812 14,219862 | 01027               |         |
| Statua św. Andrzeja                  | Triq Sant’ Andrija                      | 36°01′50,6″N 14°13′00,7″E/36,030723 14,216857 | 01028               |         |
| Nisza Najświętszego Serca Jezusowego | 58 Triq San Pawl                        | 36°01′50,2″N 14°14′02,6″E/36,030598 14,234068 | 01029               |         |
| Nisza Niepokalanego Poczęcia         | "Tal-Kunċiżżjoni", Triq Dun Alan Fenech | 36°01′49,8″N 14°14′02,4″E/36,030494 14,234003 | 01030               |         |
| Nisza św. Małgorzaty                 | Triq San Pawl / Triq Dun Spir Gauci     | 36°01′50,1″N 14°14′04,3″E/36,030595 14,234534 | 01031               |         |
| Kościół pw. św. Pawła Rozbitka       | Triq San Pawl                           | 36°01′51,1″N 14°14′04,8″E/36,030855 14,234654 | 01032               |         |
| Nisza Matki Bożej z Góry Karmel      |                                         |                                               | 01033               |         |
| Nisza Matki Bożej Różańcowej         | 10 Triq it-12 ta’ Diċembru 1957         | 36°01′47,2″N 14°13′59,3″E/36,029790 14,233136 | 01034               |         |